# Stjepan VII. Blagajski
Stjepan VII. Blagajski († o. 1410.), hrvatski velikaš, svećenik, zagrebački kanonik te krbavski biskup i biskup na Kreti, član velikaške obitelji knezova Blagajskih.
Bio je treći od četvorice sinova kneza Dujma Blagajskog († o.1370.), osnivača blagajske grane obitelji Babonića. Zajedno s braćom, Ivanom III., Nikolom IV. i Babonegom IV. radio je na stjecanju i širenju obiteljskih posjeda. Od 1384. godine ljudi kneza Stjepana VII. pljačkaju posjede kneza Pavla I. Zrinskog. Nasilje i pljačke su zabilježene i idućih godina.
Kada je kralj Žigmund Luksemburški oduzeo braći Nikoli IV. i Stjepanu VII. gradove Ostrožac i Krupu, oslabio je njihov politički utjecaj, što se 1397. godine odrazilo i u presudi bana Nikole II. Gorjanskog koji je presudio u parnici pred Zagrebačkim kaptolom u korist kneza Pavla I. Zrinskog i naložio Stjepanu VII. da mu mora nadoknaditi svu štetu od 1384. do 1397. godine. Konačno, 6. listopada 1398. godine zaključena je pomirdba između Stjepana VII. i Pavla I. Zrinskog.
Godine 1396. spominje se u dokumentu kao zagrebački kanonik, ali nije moguće utvrditi kada se zaredio za svećenika. Dana 26. prosinca 1404. godine, papa Inocent VII. (1404. – 1406.) imenovao je Stjepana VII. novim gubernatorom cistercitske opatije u Topuskom. Dana 1. veljače 1406. godine isti je papa imenovao Stjepana VII. za krbavskog biskupa. Na dužnosti krbavskog biskupa ostao je do 15. listopada 1408. godine, kada ga je novi papa Grgur XII. (1406. – 1415.) imenovao za skarpatinskog biskupa na Kreti. Vjerojatno je uskoro i umro.